# ماتینو
ماتینو (به ایتالیایی: Matino) یک کومونه در ایتالیا است که در استان لچه واقع شده‌است.

## خصوصیات
ماتینو ۲۶ کیلومترمربع مساحت و ۱۱٬۸۱۴ نفر جمعیت دارد و ۷۵ متر بالاتر از سطح دریا واقع شده‌است.